# Ђорђе Дера
Др Ђорђе Дера (Нови Сад, 1844 — Нови Сад, 18. март 1917) је био српски филолог и професор Српске велике православне гимназије у Новом Саду.

## Биографија
Потиче из познате новосадске породице цинцарског порекла. Гимназију похађао у Винковцима, Новом Саду и Пешти. Студије права започео у Грацу, а завршио у Пешти, где је стекао звање доктора правних наука 1867. године. Затим уписује Богословију у Сремским Карловцима, уверен да Срби у Угарској једино преко црквене јерархије могу напредовати. Убрзо напушта ову идеју и почиње да ради у просвети.
Изучавао је класичну филологију и био професор новосадске Српске гимназије од 1867. до 1905. године. Предавао је старогрчки, латински, немачки, мађарски језик и историју света.
Са француског је преводио књижевна дела. На основу својих искустава са путовања по Европи написао путописе из Италије и Русије. Са професором Благојем Бранчићем приредио је мађарско-српски и српско-мађарски речник (1889, 1894).
И након одласка у пензију био је хонорарно ангажован у Гимназији.
У периоду од 1902. до 1906. године био је члан Позоришног одсека Друштва за Српско народно позориште.
Сахрањен је на Алмашком гробљу у Новом Саду.
Улица у Новом Саду носи његово име.

## Избор из библиографије
- Искрице из Светог писма I-II (1887, 1888)
- Прошлост и садашњост (1890)
- Успомене из Италије I-II (1892, 1893)
- Аграрни покрети у старом Риму с особитим обзиром на данашње наше пољопривредне прилике (1901)
- Корнелије Тацит, римски великан филозоф-историк и његови погледи на свет (1911)

## Галерија
- Насловна страна четрдесете књиге из едиције „Књиге за народ” Матице српске У радише свега бише у штедише јоште више (1894), чији је аутор др Ђорђе Дера
- Насловна страна књиге Аграрни покрети у Старом Риму (1901) Ђорђа Дере
- Породична гробница